# 남서아프리카
남서아프리카(영어: South West Africa, 아프리칸스어: Suidwes-Afrika, 독일어: Südwestafrika)는 1915년부터 1990년까지 현재의 나미비아에 존재했던 남아프리카 공화국의 위임통치령으로, 기존에는 독일 제국의 식민지인 독일령 남서아프리카로 존재하였다. 이후 제1차 세계 대전 도중인 1915년 대영 제국의 일부였던 남아프리카 연방의 공격을 받고 항복을 선언했으며, 1920년 국제 연맹에 의해 남아프리카 연방과 합병되어 남서아프리카로 통치되었다.
제2차 세계 대전 이후에 설립된 유엔의 주도로 남서아프리카를 신탁통치령으로 전환하려는 시도가 있었으나, 남아프리카 연방이 이에 반발하여 무산되었고 남서아프리카는 남아프리카 연방의 5번째 지역으로 남게 되었다. 하지만 국제사법재판소의 판결로 유엔 총회가 남서아프리카의 관리 역할을 위임받아 남서아프리카를 관리하기 위한 위원회가 조직되었으며, 1956년 위원회가 남서아프리카의 주민들을 대상으로 탄원서의 접수 및 청문회를 개최할 수 있도록 허용되었다.
그러나 남서아프리카의 실질적인 통치 권한은 남아프리카 연방에 있었으며, 이는 1961년 남아프리카 공화국이 수립된 이후에도 지속되었다. 1966년 유엔 총회는 남서아프리카의 관리 권한 종료를 선언함과 동시에 남아프리카 공화국의 통치 또한 중단할 것을 권고했으며, 1971년 유엔 안전 보장 이사회에서 남아프리카 공화국이 남서아프리카에서 철수할 것을 재차 권고하였다. 하지만 남아프리카 공화국은 이를 거부하였고, 이는 1962년 창단된 남서아프리카 인민기구(SWAPO)의 무장 투쟁으로 이어졌다.
1968년 유엔 총회에서 남서아프리카의 명칭이 나미비아로 변경되었음이 선포되었으며, SWAPO에 유엔 총회 옵서버 지위를 부여하였다. 이후 나미비아 독립 전쟁을 거쳐 1990년 나미비아는 남아프리카 공화국으로부터 완전히 독립하게 되었으며, 1994년 남아프리카 공화국으로부터 월비스베이와 펭귄 제도를 반환받았다.

## 같이 보기
- 나미비아의 역사
- 남아프리카 국경 전쟁